# Championnats des quatre continents de patinage artistique

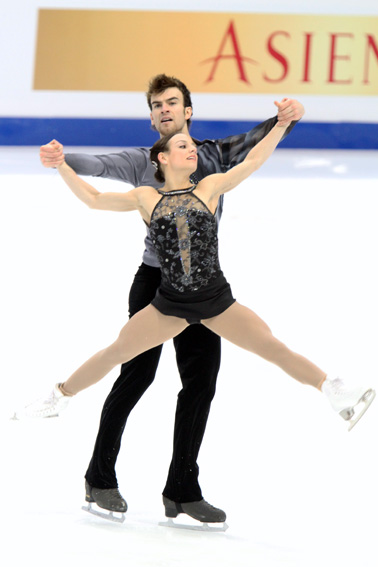
Meagan Duhamel et Eric Radford, futurs médaillés d’argents en couple, aux Championnats des Quatre Continents 2011.

Les championnats des quatre continents de patinage artistique sont une compétition internationale annuelle de patinage artistique. Organisée par l'ISU, cette compétition fut créée en 1999 pour permettre aux patineurs non-Européens d'avoir une compétition ressemblant aux championnats d'Europe et d'avoir une chance de remporter des prix en argent. Le nom « Quatre continents » fait référence aux continents de l'Afrique, de l'Amérique, de l'Asie et de l'Océanie.
Les patineurs peuvent concourir dans une des quatre disciplines : patinage individuel dames, patinage individuel hommes, patinage en couple et danse sur glace.
Contrairement aux championnats d'Europe, il arrive souvent que les grandes vedettes du patinage nord-américain ou asiatique soient absentes de ces championnats, et beaucoup de fédérations n'y envoient leurs champions que rarement.

## Qualification
Les patineurs doivent provenir d'un pays non-européen membre de l'ISU. Contrairement aux autres championnats, les pays ont droit à trois athlètes par discipline, étant donné que le nombre de pays éligible à cette compétition est restreint.
Le choix des patineurs sélectionnés pour représenter leur pays aux championnats des quatre continents, est à la discrétion des fédérations nationales. Tout comme pour les autres championnats de l'ISU, les patineurs doivent être âgés de 15 ans au 1er juillet de l'année précédente, pour y participer.
Les pays suivants sont éligibles pour le Quatre Continents :
Afrique du Sud, Australie, Argentine, Brésil, Canada, Chine, Corée du Nord, Corée du Sud, États-Unis, Hong Kong, Inde, Japon, Kazakhstan, Mexique, Mongolie, Nouvelle-Zélande, Ouzbékistan, Philippines, Porto Rico, Singapour, Taïwan, Thaïlande

## Les médaillés
Pour la liste des champions des Quatre Continents : Liste des champions des quatre continents de patinage artistique.
Pour le détail de chaque édition, cliquez sur l'édition voulue dans le bandeau ci-bas.

## Référence
1. ↑  « 4 Continents : "L'autre" championnat », sur Skate-info-glace (consulté le 11 juin 2025)